# Wilhelm Korff (Politiker)
Wilhelm Korff (* 23. September 1901 in Worms; † 3. Dezember 1975 in Erlangen) war ein deutscher Politiker (FDP, später Bayernpartei).

## Leben
Korff absolvierte eine Kaufmannslehre und arbeitete in unterschiedlichen kaufmännischen Tätigkeiten, zuletzt bis 1939 als Selbstständiger. Daneben ging er privaten Studien zu Philosophie, Literatur, Psychologie und Sprachen nach. Seit 1929 gelangen ihm die ersten Veröffentlichungen in Zeitungen und Zeitschriften und er verfasste zudem mehrere Bücher (Versgrotesken, Märchen, Lyrik). Nach einer Begabtenprüfung am Reichsjustizministerium studierte er ab 1939 Philosophie, Psychologie, Literaturgeschichte und Pädagogik in Erlangen. Im Jahr 1941 promovierte er zum Dr. phil. und war danach Marinesoldat und als Regierungsrat der Reserve bei der Auswahl von Offiziersbewerbern eingesetzt. Er wurde 1945 Schulrat von Lauf an der Pegnitz und war seit 1946 als Schriftsteller tätig und mit seiner Habilitationsschrift beschäftigt. 
Korff war vom 16. Dezember 1946 bis zum 12. Dezember 1954 und vom 25. Juni 1956 bis zum 3. Dezember 1958 für den Wahlkreis Mittelfranken Mitglied des Bayerischen Landtages. Er war von 1946 bis 1957 Mitglied der FDP-Fraktion, dann fraktionslos und von 1957 bis 1958 Mitglied der BP-Fraktion. Im Landtag war er zudem Mitglied des Ausschusses für kulturpolitische Angelegenheiten, des Ausschusses für Fragen des Beamtenrechts und der Besoldung, des Ausschusses für Angelegenheiten der Heimatvertriebenen und Kriegsfolgegeschädigten, des Ausschusses für Ernährung und Landwirtschaft, des Besoldungsausschusses, des Eingabenausschusses sowie Vorsitzender des Ausschusses Bayern Pfalz. Er gehörte außerdem dem Unterausschuss zum Studium der Frage des Erlasses einer Laufbahn-Verordnung für Lehrer und andere Beamtengruppen, des Unterausschusses zur Beratung des Problems der nichtstaatlichen, höheren Schulen und des Untersuchungsausschusses Buballa sowie des Untersuchungsausschusses zur Untersuchung der Vorgänge im Staatsministerium für Sonderaufgaben bei der Regierungsbildung an und war Mitglied des Landesschulbeirates sowie des Rundfunkrates.